# Henry Denhardt

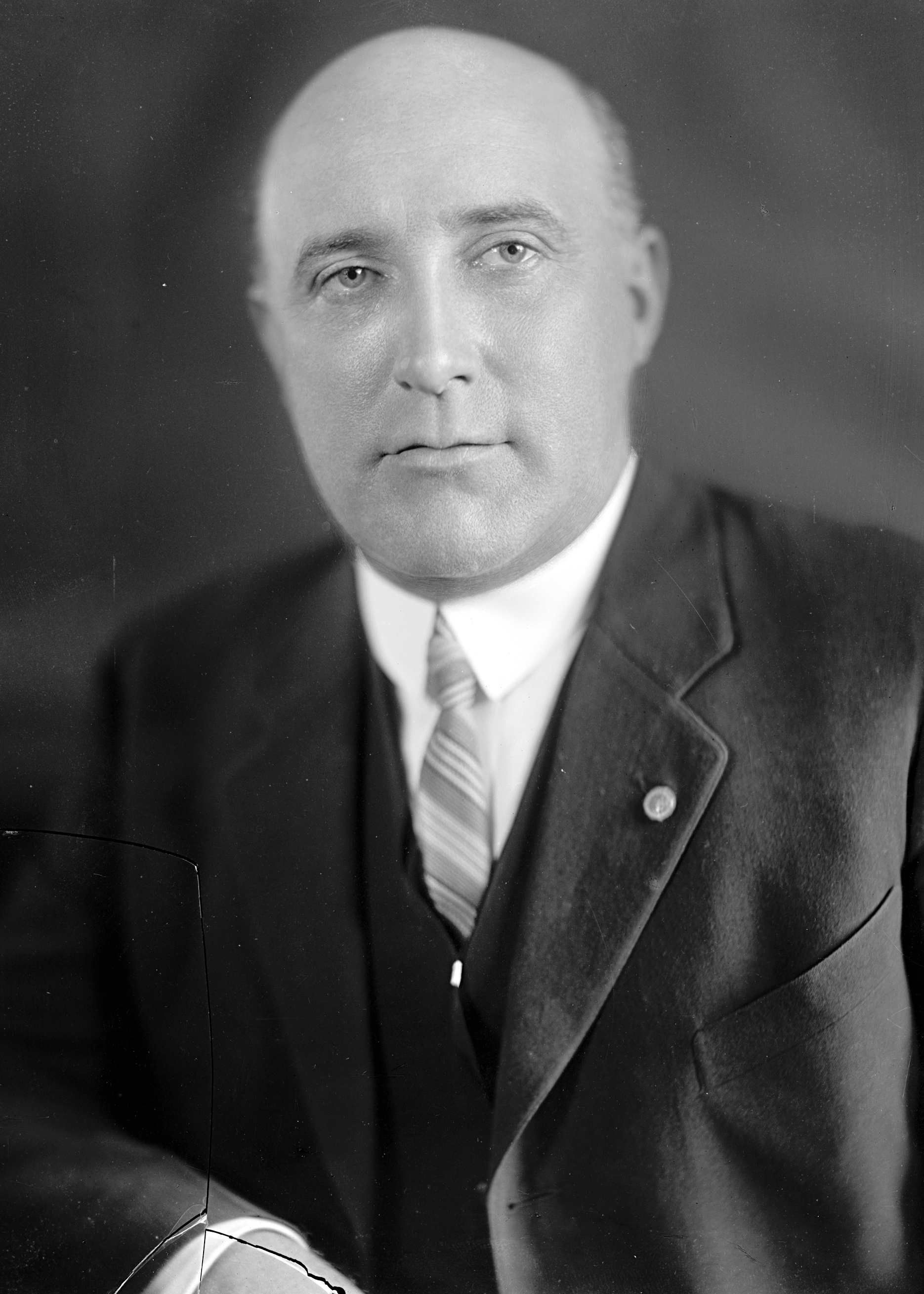
Henry Denhardt

Henry H. Denhardt (* 8. März 1876 in Bowling Green, Kentucky; † 20. September 1937 in Shelbyville, Kentucky) war ein US-amerikanischer Politiker. Zwischen 1923 und 1927 war er Vizegouverneur des Bundesstaates Kentucky.

## Werdegang
Über die Jugend und Schulausbildung von Henry Denhardt ist nichts überliefert. Nach einem Jurastudium an der Cumberland University und seiner Zulassung als Rechtsanwalt begann er in diesem Beruf zu arbeiten. Zwischenzeitlich war er auch als Staatsanwalt und Richter tätig. Er nahm sowohl am Spanisch-Amerikanischen Krieg von 1898 als auch am Ersten Weltkrieg teil und erreichte den Rang eines Brigadegenerals. Danach war er als Oberst Mitglied der Nationalgarde von Kentucky. Anfang der 1920er Jahre war er an der Niederschlagung von Arbeiteraufständen in Kentucky beteiligt. Politisch schloss er sich der Demokratischen Partei an.
1923 wurde er an der Seite von William J. Fields zum Vizegouverneur von Kentucky gewählt. Dieses Amt bekleidete er zwischen 1923 und 1927. Dabei war er Stellvertreter des Gouverneurs und Vorsitzender des Staatssenats. Im Jahr 1927 kandidierte er erfolglos für das Amt des Gouverneurs seines Staates. Später war Denhardt als Adjutant General Kommandeur der Nationalgarde von Kentucky.
Henry Denhardt ging auch in die Kriminalgeschichte seines Staates ein. Am 6. November 1936 wurde seine Freundin Verna Taylor tot mit einer Schussverletzung aus Denhardts Waffe an einer Straße im Shelby County aufgefunden. Denhardt erklärte, es handle sich um Selbstmord. Die Familie der Toten ging von Mord durch Denhardt aus. Es kam zu einer Anklage gegen den früheren Vizegouverneur. Da sich die Geschworenen nicht einigen konnten, wurde er zunächst freigesprochen. Eine Wiederaufnahme des Prozesses war für September 1937 geplant. Die Brüder der Toten schworen Rache. Am 20. September 1937 wurde Henry Denhardt, einen Tag vor der Wiederaufnahme seines Prozesses, vor einem Hotel in Shelbyville erschossen. Die drei Brüder wurden später wegen vorübergehender geistiger Unzurechnungsfähigkeit freigesprochen.